# Mauperthuis
Mauperthuis település Franciaországban, Seine-et-Marne megyében. Lakosainak száma 487 fő (2022. január 1.). Mauperthuis Saint-Augustin és Beautheil-Saints községekkel határos.

## Népesség
A település népességének változása:
| Lakosok száma | 497  | 491  | 483  | 479  | 476  | 472  | 480  | 487  |
|               | 2013 | 2015 | 2017 | 2018 | 2019 | 2020 | 2021 | 2022 |